# Makoto Saitō (zapaśnik)
Makoto Saitō (jap. 斎藤真 Saitō Makoto; ur. 18 lutego 1951 w prefekturze Yamagata) – japoński zapaśnik walczący w obu stylach. Olimpijczyk z Monachium 1972, gdzie odpadł w eliminacjach w kategorii 100 kg, w stylu klasycznym.
Odpadł w eliminacjach mistrzostw świata w 1974 i 1975. Czwarty i piąty na igrzyskach azjatyckich w 1974 roku.